# Botho von Wedel
Botho Friedrich Graf von Wedel (* 23. Dezember 1862 auf Schloss Evenburg, Ostfriesland; † 1. Februar 1943 in Loga, Ostfriesland) war ein deutscher Diplomat aus dem Adelsgeschlecht von Wedel.

## Leben
Nach dem Abitur am Vitzthum-Gymnasium Dresden und dem Studium der Rechtswissenschaften an den Universitäten Bonn, Göttingen und Berlin wurde Botho von Wedel 1885 Rechtsreferendar und begann im gleichen Jahr seinen Militärdienst im Kaiserlichen Heer. Noch im gleichen Jahr ging er an die Botschaft in Österreich als Gehilfe des Militärattachés. Danach erfolgte 1889 seine Ernennung zum Attaché im Auswärtigen Amt und anschließend 1890, nach Ausscheiden aus dem Militärdienst, zum Legationssekretär. Als solcher war er bis 1896 als 3. Botschaftssekretär an der Botschaft in Frankreich tätig. Danach war er zunächst Botschaftssekretär an der Botschaft in Spanien tätig und daraufhin wurde er ab 1898 als 1. Sekretär an der Gesandtschaft in Japan eingesetzt. Als der amtierende Geschäftsträger an der deutschen Gesandtschaft in Tokyo Casimir Graf von Leyden (1852–1938) Anfang 1900 nach dem Urlaub nicht wieder zurückkehrte, waren erhebliche Probleme in der Zusammenarbeit zwischen Japan und Deutschland entstanden. Deshalb wurden von Wedel zum 23. Mai 1900 diese Aufgaben kurzfristig übertragen. Er nahm bis 29. April 1901 die Geschäfte wahr und wurde dann durch den Nachfolger Emmerich von Arco-Vellay (1852–1909) entlastet. Mit seiner Ernennung zum Botschaftsrat übernahm von Wedel dann die Aufgaben des Botschaftssekretärs an der Botschaft in Österreich.
1904 wurde Graf von Wedel zum Generalkonsul in Budapest berufen und fungierte dann zwischen 1907 und 1909 als Gesandter beim Großherzogtum Sachsen und den thüringischen Höfen in Weimar. Danach kehrte er ins Auswärtige Amt zurück und war dort als Geheimer Legationsrat und Vortragender Rat mit dem Titel eines Gesandten tätig.
Zuletzt wurde er Ende 1916 als Nachfolger von Heinrich von Tschirschky zum Botschafter in Österreich ernannt. Dort wurde ihm am 16. Oktober 1917 auch der Titel eines Wirklichen Geheimrats verliehen. Im April 1917 beklagte er bei der Übermittlung einer Denkschrift des k.u.k. Außenministers Czernin, die einen Verständigungsfrieden befürwortete, dass es im Deutschen Reich eine lautstark agitierende Kriegspartei gebe, „unsere viel bespöttelten Heimathelden und Eisenfresser“, hingegen bestehe in Österreich-Ungarn, „mit Ausnahme einzelner mutiger Seelen, das ganze Volk aus Flaumachern“.
1919 trat er in den Ruhestand und wurde als Botschafter in Wien von Prinz Wilhelm zu Stolberg-Wernigerode abgelöst.
Als Eigentümer der Philippsburg in Leer ließ er das Gebäude 1906 umfangreich erweitern.
Er war seit 1882 Corpsschleifenträger des Corps Borussia Bonn. Der Landrat und Parlamentarier Erhard von Wedel war sein Bruder. Sein Großonkel war der Diplomat und Statthalter von Elsaß-Lothringen (1907–1914), Karl von Wedel, der von 1902 bis 1907 ebenfalls als deutscher Botschafter in Wien war.
Botho war mit Ilsa, geborene Gräfin von Wedel-Jarlsberg (1874–1959) verheiratet, mit der er zwei Töchter hatte. Die Älteste war Ilse-Yvonne (* 1896) heiratete 1920 Carl Graf Hohenthal-Püchau und die jüngste Tochter war Silvia (* 1902) 1925 den Grundbesitzer Werner Graf von der Schulenburg-Filehne (Scheidung 1936).